# Erdőpatak
Erdőpatak  (ukránul: Лісарня) település Ukrajnában, Kárpátalján, a Munkácsi járásban.

## Fekvése
Munkácstól északra, Felsőviznice, Hegyrét és Szidorfalva közt fekvő település. Keresztülfolyik rajta a Viznice.

## Története
1910-ben 205 lakosából 12 román, 190 ruszin volt. Ebből 201 görögkatolikus, 4 izraelita volt.
A trianoni békeszerződés előtt Bereg vármegye Latorczai járásához tartozott.